# 泉水駅
座標: 北緯39度0分7.6秒 東経121度37分0.8秒 / 北緯39.002111度 東経121.616889度
泉水駅（せんすい-えき）は中華人民共和国遼寧省大連市甘井子区に位置する大連地下鉄3号線の駅である。

## 駅構造
- 相対式ホーム2面2線。

## 駅周辺
- 東北路
- 富士荘園

## 歴史
- 2003年5月1日 - 開業。

## 隣の駅
大連公交客運集団有限公司
■大連地下鉄3号線
金家街駅 - 泉水駅 - 後塩駅